# Osiekowo
Osiekowo (deutsch Oschekau) ist ein kleines Dorf in der polnischen Woiwodschaft Ermland-Masuren. Es gehört zur Gmina Dąbrówno (Landgemeinde Gilgenburg) im Powiat Ostródzki (Kreis Osterode (Ostpr.)).

## Geographische Lage
Osiekowo liegt im Südwesten der Woiwodschaft Ermland-Masuren, 21 Kilometer nordwestlich der einstigen Kreisstadt Neidenburg (polnisch Nidzica) bzw. 30 Kilometer südöstlich der jetzigen Kreismetropole Ostróda (deutsch Osterode (Ostpr.)).

## Geschichte
Oschekau wird wohl schon im 14. Jahrhundert entstanden sein – auf einem weitflächigen Gelände, das der Deutsche Orden 1321 u. a. den Rittern Peter von Heeselicht sowie Conrad und Heinemann von Wansen verlieh. Das große Gut Oschekau war eines der vielen Gilgenburger Güter der Familie Finck von Finckenstein, das nach dem Konkurs in der Zeit um 1831 von Matthias Bartlewski aus Döhlau (polnisch Dylewo) erworben wurde.
1874 kamen sowohl der Gutsbezirk Oschekau als auch die Landgemeinde Oschekau zum Amtsbezirk Skottau (polnisch Szkotowo) im ostpreußischen Kreis Neidenburg, der etwa 1932 in den „Amtsbezirk Gardienen“ umgewandelt wurde. Im Jahre 1910 zählte die Landgemeinde Oschekau 86 und die Gutsbezirk 126 Einwohner.
Am 30. September 1928 schlossen sich die Landgemeinde Oschekau und der Gutsbezirk Oschekau zur neuen Landgemeinde Oschekau zusammen. Die Einwohnerzahl belief sich 1933 auf 251 und 1939 auf 241.
In Kriegsfolge wurde Oschekau 1945 mit dem gesamten südlichen Ostpreußen an Polen überstellt und erhielt die polnische Namensform „Osiekowo“. Heute ist das Dorf eine Ortschaft im Verbund der Gmina Dąbrówno (Landgemeinde Gilgenburg) im Powiat Ostródzki (Kreis Osterode (Ostpr.)), bis 1998 der Woiwodschaft Olsztyn, seither der Woiwodschaft Ermland-Masuren zugehörig. Im Jahre 2011 zählte Osiekowo 146 Einwohner.

## Kirche
Bis 1945 war Oschekau in die evangelische Kirche Groß Gardienen (polnisch Gardyny) in der Kirchenprovinz Ostpreußen der Kirche der Altpreußischen Union sowie in die römisch-katholische Kirche Thurau (polnisch Turowo) im Bistum Ermland eingepfarrt. Heute gehört Osiekowo katholischerseits zur Kirche Turowo im Erzbistum Ermland, evangelischerseits zur Kirche Gardyny, die eine Filialkirche der Pfarrei Nidzica in der Diözese Masuren der Evangelisch-Augsburgischen Kirche in Polen ist.

## Schule
In Oschekau gab es vor 1945 eine einklassige Schule. Letzter deutscher Lehrer war Fritz Rasch, der nach 1945 zum Konrektor in Bergkamen aufstieg.

## Ehrenfriedhof
In Osiekowo besteht noch heute ein Soldatenfriedhof für 302 deutsche und 103 russische Soldaten, die am 26. August 1914 bei Kämpfen nahe Oschekau fielen.

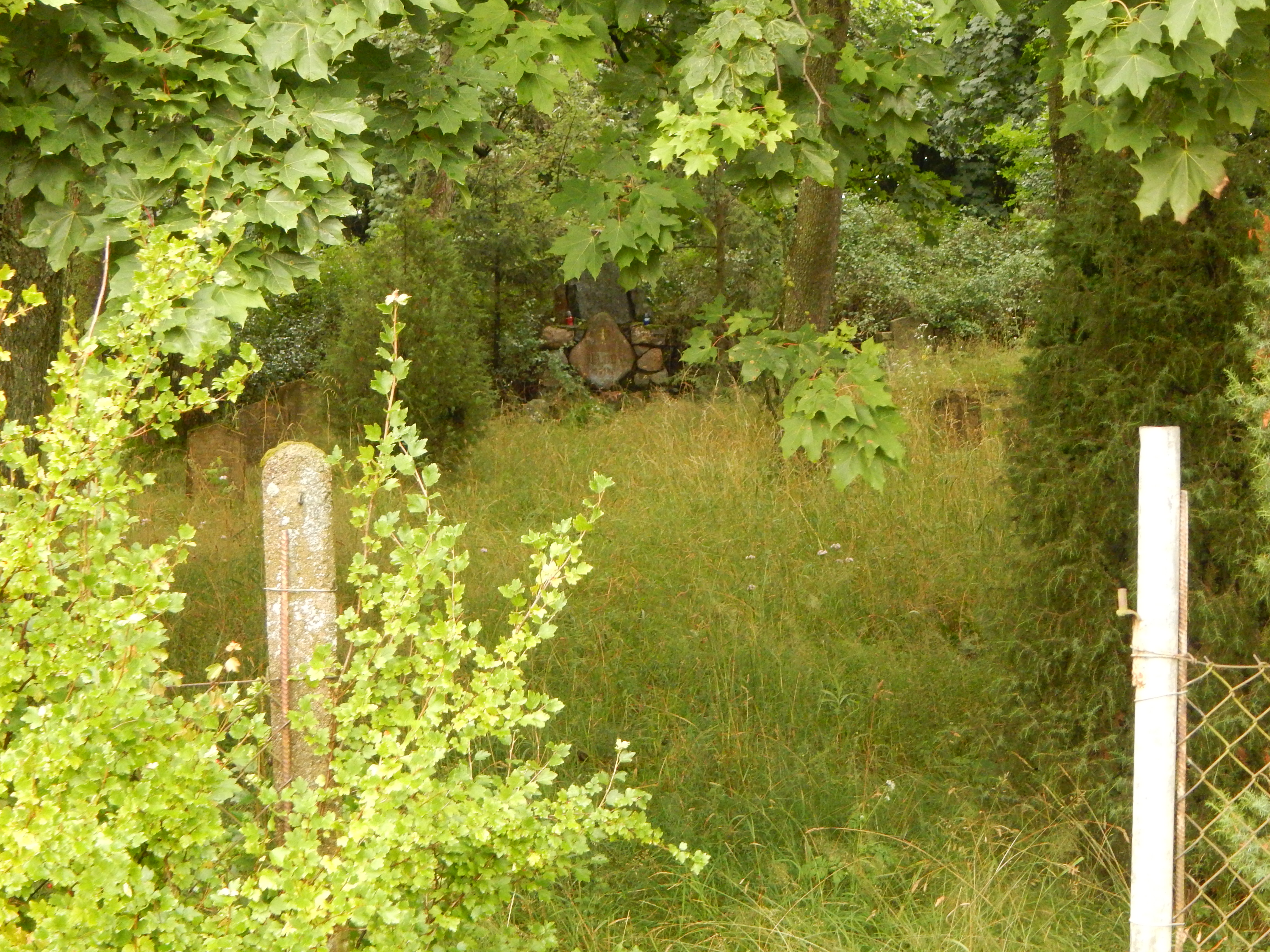
Eingangsbereich Ehrenfriedhof

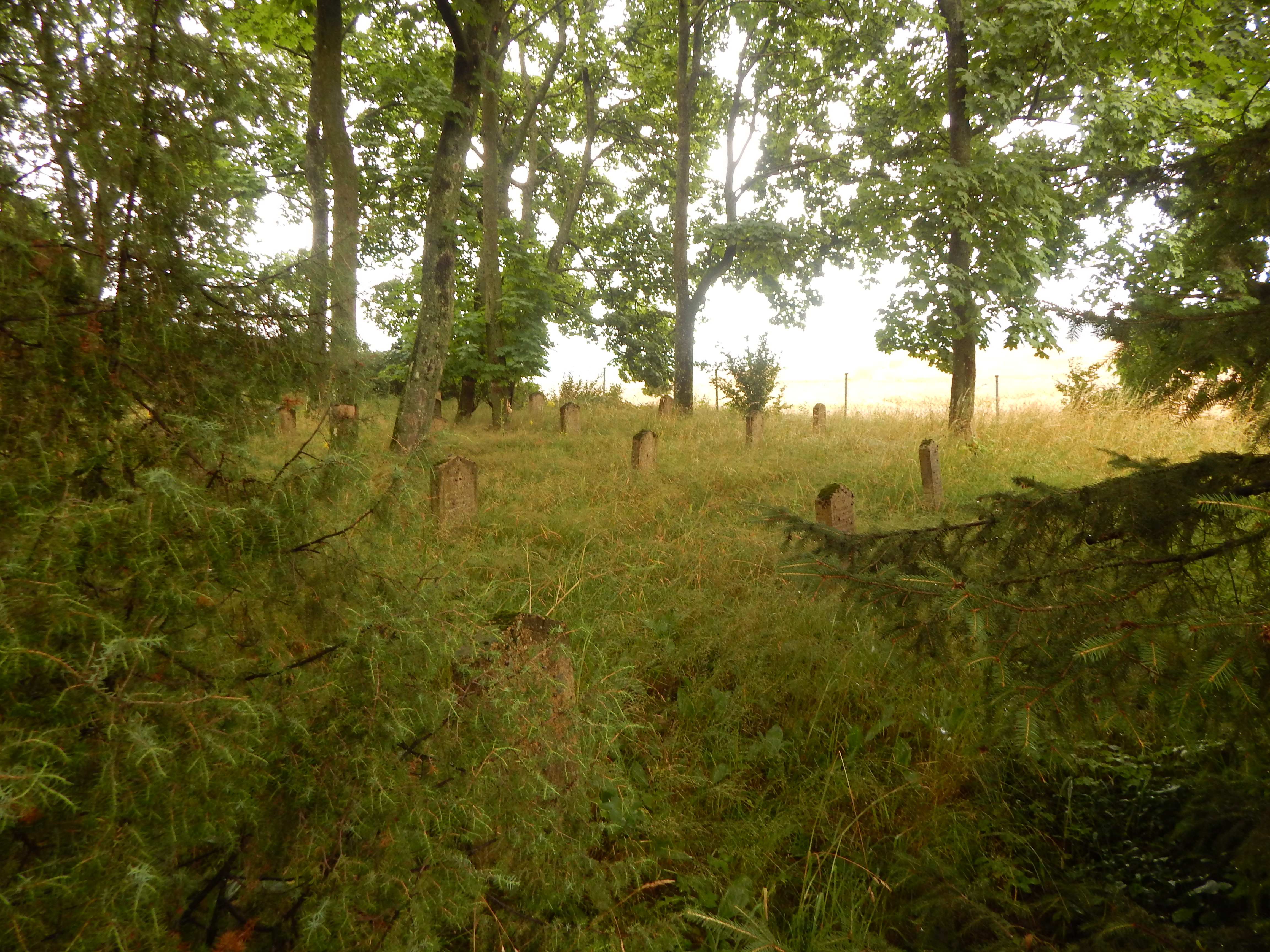
Grabsteine Ehrenfriedhof

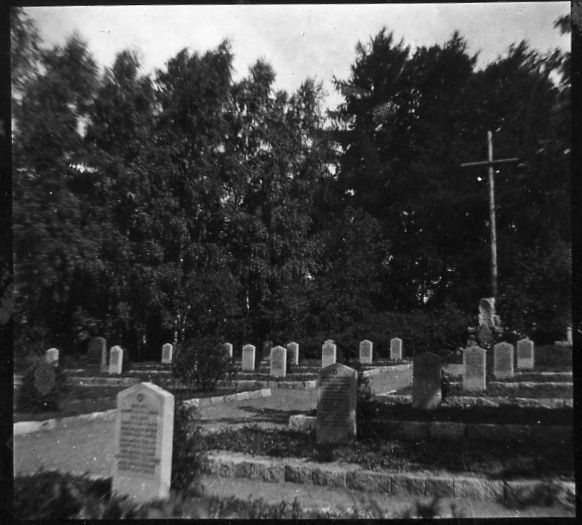
Ansicht des Ehrenfriedhof Oschekau in 1935

## Verkehr
Osiekowo liegt an einer Nebenstraße, die bei Stębark (Tannenberg) von der Woiwodschaftsstraße 537 abzweigt und über Łogdowo (Logdau) nach Gardyny (Gardienen) führt. Eine Anbindung an den Bahnverkehr besteht nicht.